# 少年ハリウッド
『少年ハリウッド』（しょうねんハリウッド）は、橋口いくよによる日本の小説。E★エブリスタにて配信後、2012年7月に小学館文庫より刊行された。2014年6月に書き下ろしを含め、全てのストーリーが収録された完全版が刊行された。2015年7月より“アニメ×小説×ぜんハリ”を掲げるプロジェクトが進められており、2014年7月より9月までテレビアニメ第1期が放送され、2015年1月より4月まで第2期が放送された。
2014年9月27日発売の『ARIA』（講談社）11月号よりコミカライズ連載『少年ハリウッド-HOLLY TRIP FOR YOU-』がスタート、2015年3月に単行本化された。ストーリーは橋口いくよの書き下ろしで、漫画は皇ソラが担当。
2015年7月31日よりテレビアニメの続きとなる小説、少年ハリウッド-HOLLY STAGE FOR 51-が、少年ハリウッドファンクラブFuture Orange内で連載が開始された。
アイドルプロジェクトは、男性アイドルユニット「ZEN THE HOLLYWOOD」として活動している。

## プロジェクトの経緯
2011年4月に、ネルケプランニング主催により舞台『少年ハリウッド』が上演された。橋口いくよによる小説『原宿ガール』を原案に、『原宿ガール』では女性アイドルだった設定を男性アイドルに置き換えて、橋口がタイトル・キャラクターを作成、脚本を新たに書き下ろしたものである。舞台は2012年に『少年ハリウッド〜僕らのオレンジにまた逢いたい〜』として再演された。再再演、続編の製作は、キャストの多忙などを理由に行われなかった。
2012年、小学館より小説『少年ハリウッド』が出版された。
2013年1月に、「アニメ×小説×リアル」を掲げプロジェクトがスタート。テレビアニメ化、アイドルプロジェクトの展開が告知される。同年4月に「少年ハリウッド候補生」としてアイドルプロジェクトが開始された。
2014年6月に「少年ハリウッド候補生」がグループ名を「ZEN THE HOLLYWOOD」に改名して活動の幅を広げる。それにあわせ、アニメ×小説×ぜんハリとプロジェクトのスローガンを変更した。同年7月からテレビアニメ放送開始。
2015年4月に少年ハリウッドファンクラブ「Future Orange」設立。
2015年7月に、TVアニメの続きとなる連載小説「少年ハリウッド-HOLLY STAGE FOR 51-」が少年ハリウッドファンクラブ「Future Orange」内で開始。

## あらすじ
小説
かつてアイドルになることを夢見ていた32歳の桜木広司は、ある日アイドルグループ「少年ハリウッド」の新メンバーにスカウトされる。広司は柊剛人（ひいらぎ つよと）と名を変え、年齢を17歳と偽ってアイドルになることを決意する。原宿にある劇場「ハリウッド東京」を舞台に、「少年ハリウッド」の少年達の夢と成長を描く。
TVアニメ
小説の15年後を舞台に描かれるオリジナルストーリー。
原宿にある劇場“ハリウッド東京”を拠点に活動するアイドルユニット「少年ハリウッド」が切磋琢磨し、成長していく姿を描く。
漫画版もこの設定の元に原作者描き下ろしの新エピソードでコミカライズされた。
連載小説
TVアニメ直後の新生少年ハリウッドの新たなる物語。

## テレビアニメ
第1期は『少年ハリウッド -HOLLY STAGE FOR 49-』（しょうねんハリウッド ホリー・ステージ・フォー・フォーティーナイン）のタイトルで2014年7月より9月まで放送され、第2期は『少年ハリウッド -HOLLY STAGE FOR 50-』（しょうねんハリウッド ホリー・ステージ・フォー・フィフティー）のタイトルで2015年1月より4月まで放送された。
原作者の橋口が自らシリーズ構成と脚本を担当する。
監督は『好きっていいなよ。』でシリーズディレクターを担当した黒柳トシマサ、キャラクターデザインは土屋圭、アニメーション制作は『DIABOLIK LOVERS』、『キューティクル探偵因幡』のZEXCSがそれぞれ担当する。
第1期第10話「ときめきミュージックルーム」では30分全てが（架空の）音楽番組で同じ当時・スターチャイルドの作品であった、ミス・モノクロームがゲスト出演した。また同じ橋口が原作の小説で少年ハリウッドの原点である、「原宿ガール」の主人公・高杉ちえりもアイドル歌手として出演している。また第2期では富井大樹が俳優として出演した刑事ドラマであったり、ハリウッド東京を舞台にしたライブを30分描いたりとテレビアニメとしては珍しい構成が取られている。
第26話（第2期最終回）は全て手描きのライブシーンだけで構成されておりファンの評価も高いものとなっているが、諸事情で映像化されていない楽曲もあるとして「第26話の完全版」の製作予算をクラウドファンディングで募っており、目標金額を大幅に超える出資を得ている。

### 登場人物

#### 少年ハリウッド
自己紹介の年齢は第1話当時。第7話で佐伯希星は十五歳、富井大樹は十六歳。第9話で舞山春は十六歳。第14話で風見颯は十八歳、甘木生馬は十九歳、富井大樹は十七歳。15話で佐伯希星は十六歳になっている。
風見颯（かざみ かける）
声 - 逢坂良太
主人公。ハリウッドカラー：レッド。愛称は「カケル」。誕生日は4月17日。血液型O型。身長175cm。
特技は陸上。趣味は映画鑑賞。好きな食べ物はとろけたチーズ。
部活の延長的感覚でハリウッド東京に通い始めた。ガツガツさのない穏やかな性格がゆえ、アイドルがこの世にとってどういう存在なのか、肌で学び取ってゆく柔軟さがある。少ハリの「未来BOX」担当。
自己紹介は「君の宇宙は、僕の宇宙。僕の宇宙は、君の宇宙。つまり僕は君に夢中！夢をカケルよ、風見颯。高校二年生の十七歳です！」
甘木生馬（あまき いくま）
声 - 柿原徹也
ハリウッドカラー：グリーン。愛称は「マッキー」。誕生日は4月8日。血液型A型。身長178cm。
特技は小学校の頃までやっていたバスケ。趣味は動物や虫の生体を調べること。好きな食べ物は麺類全般で、中でも特に冷たい麺類が好き。本名は「甘木ショーン和馬」。
高校中退後、ひょんなことからスカウトされ、リーダーとなる。ハンパなことは嫌いな、少ハリの「仏恥義理魂」担当。
自己紹介は「座右の銘は、仏恥義理魂。ハンパなことは嫌いです。マッキーこと、甘木生馬、十八歳。夜露死苦。」
佐伯希星（さえき きら）
声 - 山下大輝
ハリウッドカラー：ブルー。愛称は「キラ」。誕生日は7月22日。血液型B型。身長165cm。
特技は殺陣、絵画。趣味は外国の絵本集め。好きな食べ物はくだもの。
子供時代、朝放送されていたドラマの子役で小さな人気を博した。その後、世間からは忘れられていたが、アイドルとして再スタート。少ハリの「希望の星」担当。
自己紹介は「少し前まで、星の国にいたんだよ。このキラキラが見えますか？君の希望の星になりたい、佐伯希星、最年少、中学三年生の十四歳です！」
富井大樹（とみい だいき）
声 -  蒼井翔太
ハリウッドカラー：イエロー。愛称は「ミィ」だったが、初代少年ハリウッドのトミーこと富井実から「トミー」を受け継ぐ。誕生日は5月5日。血液型A型。身長170cm。
特技は球技、水泳（クロール）。趣味は読書と初代少年ハリウッドのグッズ集め。好きな食べ物は中華丼、牛丼、親子丼などのどんぶりもの。
幼い頃、アイドルに一筋の希望をもらったことに影響され、自らもアイドルに。元々初代「少年ハリウッド」の大ファンでもある。少ハリの「運気上昇」担当。
自己紹介は「世界一のラッキーボーイ。君の運気上昇担当になりたい、富井大樹十五歳、高校一年生です。お守りにしてね！」
舞山春（まいやま しゅん）
声 - 小野賢章
ハリウッドカラー：ピンク。愛称は「シュン」「シュンシュン」。誕生日は10月2日。血液型B型。身長170cm。
特技はギター。趣味は作詞、作曲。好きな食べ物はオムライスと魚。本名は「舞山春輝」。
プライドが高く、アイドルに気恥ずかしさを感じている。将来は世界的に活躍するアーティストになるのが夢で、少ハリの「春風ボイス」担当。
自己紹介は「笑顔でキュン！怒りんぼにシュン。この八重歯にかけて、君の最後の彼氏になることを誓います。十五歳の高校一年生、シュンシュンこと、舞山春です！」

#### ハリウッド東京
勅使河原恭一（てしがわら きょういち）
声 - 新田将司
少年ハリウッドのマネージャー。愛称はテッシー。
初代の結成以前から、劇場“ハリウッド東京”とともに歩んできた、なくてはならない存在。シャチョウの元で、どんな時もブレず、何をするにも全力。
昔から見た目がぜんぜん変わらないという部分までもが、彼の徹底したモチベーションの高さを物語っている。
メンバーからはテッシーと呼ばれ、たよりにされたり、いじられたりするが、そのすべてを受け入れる器がある。
シャチョウ
声 - 浪川大輔
少年ハリウッドの所属する、ノエルジャパンエージェンシーのシャチョウ。
少年ハリウッドの決まりとして、「シャチョウの言うことは絶対」。彼らの活動拠点となる劇場“ハリウッド東京”で、シャチョウのアイドル哲学に基づく教育が、むちゃぶりとも言えるレベルで日々おこなわれている。
プライベートは謎に包まれており、メンバー達はメールアドレスすら知らない。

#### 初代少年ハリウッド
風原乱（かぜはら らん）
声 - 浅沼晋太郎
ハリウッドカラー：レッド。愛称は「ラン」。誕生日は8月3日。
最初はダンスレッスンを無料で受けたくて加入。少年ハリウッドの歴史の中で、最初のメンバーであり、みんなを引っ張るリーダー。甘いもの好きで、特にようかんなどの和菓子が大好きだが、シャチョウから公表を禁止されている。
自己紹介は「心をかき乱す風！リーダーの風原乱、１８歳です。好きな食べ物はイチゴクレープ。絶対イチゴクレープ。嘘じゃないよイチゴクレープ！」
少年ハリウッド解散後は、結婚してケーキ屋を営んでいる。
広澤大地（ひろさわ だいち）
声 - 保志総一朗
ハリウッドカラー：グリーン。愛称は「ダイチ」。誕生日は2月14日。
“広い大地で包み込む”というキャッチフレーズがあるにもかかわらず、いい意味で自覚なし。そのため自己紹介は「広澤大地　１８歳」。
あることがきっかけで鳶職からアイドルの道へ。
少年ハリウッド解散後は大道具になり、新生少年ハリウッドの舞台公演「エアボーイズ」やクリスマスライブの大道具を担当した。
大咲香（おおさき こう）
声 - 鈴木裕斗
ハリウッドカラー：ピンク。愛称は「コウ」。誕生日は3月30日。
“女の子が大好き”という言葉の裏に隠された秘密が、彼が愛する歌の原動力。
二卵性の双子の妹がおり、非常に凶暴であることに悩んでいる。本名は「未来（みくる）」。
自己紹介は「約束なんて守れない。なぜなら僕が一番に守らなきゃいけないのは、キミなんだから！咲き誇る花、大咲香、１６歳です。」
少年ハリウッド解散後はソロ歌手として活動している。
早水海馬（はやみず しーま）
声 - 鳥海浩輔
ハリウッドカラー：ブルー。愛称は「シーマ」。誕生日は7月22日。
プラムボーイコンテストでグランプリとなり加入。親は元ヤンキーだが、本人はしっかりもの。最年少ながら、アイドルの本質を一番理解している。ちなみに、名前は本名。
自己紹介は「可能性広がる海、早水海馬、最年少、１５歳です。」
富井実（とみい みのる）
声 - 阪口大助
ハリウッドカラー：イエロー。愛称は「トミー」。誕生日は1月1日。
たくさんのことを笑顔でくぐり抜けてきた彼が持つ運気上昇運は、根拠なき最強の武器。
自己紹介は「富が実るで富井実！運気上昇担当のトミー、１７歳です！」
少年ハリウッド解散後は芝居を中心に活動している。
柊剛人（ひいらぎ つよと）
声 - 浪川大輔
ハリウッドカラー：ホワイト。愛称は「ゴッド」。誕生日は12月24日。
少年ハリウッドに降臨した神と呼ばれる。聖なる木となり、ハリウッド東京に一筋の光をおろした絶対メンバー。
自己紹介は「ハリウッド東京の聖なる木を眩しい太陽の光で育ててください。夢とキラキラさえあれば生きていけます。柊剛人。１７歳です。」
伊達竜之介（だて りゅうのすけ）
声 - 岸尾だいすけ
ハリウッドカラー：紫。愛称は「リュウ」。誕生日は10月28日。
“スパイス”として、ゴッドの数日後に少年ハリウッドに加入。家庭環境が複雑だったため、日本国内でのバイリンガル化が進み、大変訛った独自の言語で話す。たいていが非常に乱暴な内容の発言をしているが、訛りのせいでメンバーにはバレていないことがほとんど。

### スタッフ
- 原作・シリーズ構成・脚本 - 橋口いくよ
- 監督 - 黒柳トシマサ
- キャラクターデザイン・総作画監督 - 土屋圭
- プロップデザイン - 大和田彩乃
- 美術監督 - 平間由香
- 美術設定 - 緒川マミオ
- 色彩設計 - 佐藤直子
- 3D監督 - 佐藤敦
- 撮影監督 - 本台貴宏
- 編集 - 平木大輔
- 音響監督 - 田中亮
- 音楽 - 林哲司
- 音楽制作 - スターチャイルドレコード
- プロデューサー - 林玄規、川崎とも子
- アニメーションプロデューサー - 新宅潔
- アニメーション制作 - ZEXCS
- 製作 - ノエルジャパンエージェンシー

### 主題歌
全作詞 - 橋口いくよ（特記を除く）。

#### オープニングテーマ
「ハロー世界」（第1話 - 第12話）
作曲 - 林哲司 / 編曲 - Kohei by SIMONSAYZ / 歌 - 少年ハリウッド
「HOLLY TRIP」（第14話 - 第26話）
作曲 - 林哲司 / 編曲 - Kohei by SIMONSAYZ / 歌 - 少年ハリウッド

#### エンディングテーマ
「ハリウッドルール1・2・5」（第1話）
作曲 - H&H / 編曲 - 林哲司 / 歌 - 少年ハリウッド
「子鹿のくつ」（第2話）
作曲 - hero / 編曲 - R・O・N / 歌 - 風見颯（逢坂良太）
「運気上昇イエローパンチ」（第3話）
作曲・編曲 - Kohei by SIMONSAYZ / 歌 - 富井大樹（蒼井翔太）
「Life and death」（第4話）
作曲 - HARRY KARKLAND / 編曲 - 川端良征 / 歌 - カスタマイZ
「エアボーイズ」（第5話）
作曲 - 林哲司 / 編曲 - 佐伯高志 / 歌 - 少年ハリウッド
「マジでJIN JIN」（第6話）
作曲・編曲 - Kohei by SIMONSAYZ / 歌 - 風見颯（逢坂良太）、甘木生馬（柿原徹也）
「ハロー世界 popcorn ver.」（第7話）
作曲 - 林哲司 / 編曲 - 安部潤 / 歌 - 少年ハリウッド
「永遠 never ever Bitter chocolate ver.」（第8話）
作曲 - 林哲司 / 編曲 - 下谷淳蔵 / 歌 - 舞山春（小野賢章）
「うたいたい歌」（第9話）
作曲・編曲 - 大隈知宇 / 歌 - カスタマイZ
「赤い箱のクラッカー 〜Let's Party〜」（第11話）
作曲 - 林哲司 / 編曲 - Kohei by SIMONSAYZ / 歌 - 佐伯希星（山下大輝）、富井大樹（蒼井翔太）、舞山春（小野賢章）
「ハロー世界」（第13話）
作曲 - 林哲司 / 編曲 - Kohei by SIMONSAYZ / 歌 - 少年ハリウッド
「ここまでおいで」（第15話）
作曲・編曲 - 林哲司 / ポエム - 橋口いくよ
「奇跡のYES」（第16話）
作曲 - hero / 編曲 - Kohei by SIMONSAYZ / 歌 - ZEN THE HOLLYWOOD
「僕たちのRevolution」（第17話）
作曲 - 林哲司 / 編曲 - Kohei by SIMONSAYZ / 歌 - 富井大樹（蒼井翔太）
「Pinkish Heart 愛」（第18話）
作曲・編曲 - Kohei by SIMONSAYZ / 歌 - 舞山春（小野賢章）
「アバロン」（第19話）
作曲・編曲 - 林哲司
「仁義GREEN」（第20話）
作曲 - hero / 編曲 - 大川茂伸 / 歌 - 甘木生馬（柿原徹也）
「真っ赤なプライド」（第21話）
作曲 - 林哲司 / 編曲 - 清水哲平 / 歌 - 風見颯（逢坂良太）
「青いきゅんきゅんマフラー」（第22話）
作曲 - 林哲司 / 編曲 - 大川茂伸 / 歌 - 佐伯希星（山下大輝）
「青春 HAS COME」（第23話）
作曲 - 林哲司 / 編曲 - Kohei by SIMONSAYZ / 歌 - ZEN THE HOLLYWOOD
「永遠 never ever」（第24話）
作曲 - 林哲司 / 編曲 - Kohei by SIMONSAYZ / 歌 - 初代少年ハリウッド
「HOLLY TRIP」（第26話）
作曲 - 林哲司 / 編曲 - Kohei by SIMONSAYZ / 歌 - 少年ハリウッド

#### 挿入歌
「永遠 never ever」（第1話・第10話・第13話・第14話・第20話・第24話）
作曲 - 林哲司 / 編曲 - Kohei by SIMONSAYZ
歌（第1話・第13話） - 初代少年ハリウッド
歌（第10話・第14話・第20話・第24話） - 少年ハリウッド
「私だけの物語」（第10話）
作詞・作曲・編曲 - dezzy / 歌 - ミス・モノクローム
「チェリーチャンス」（第10話）
作曲・編曲 - 林哲司 / 歌 - 高杉ちえり
「三嶋限界線」（第10話）
作曲 - 林哲司 / 編曲 - 岩本正樹 / 歌 - 柿田川大介（浅沼晋太郎）
「ENDLESS STRIPE」（第10話）
作曲 - hero / 編曲 - 志熊研三 / 歌 - 大咲香（鈴木裕斗）
「赤い箱のクラッカー 〜Let's Party〜」（第12話・第24話・第26話）
作曲 - 林哲司 / 編曲 - Kohei by SIMONSAYZ / 歌 - 佐伯希星（山下大輝）、富井大樹（蒼井翔太）、舞山春（小野賢章）
「運気上昇イエローパンチ」（第12話・第17話）
作曲・編曲 - Kohei by SIMONSAYZ / 歌 - 富井大樹（蒼井翔太）
「マジでJIN JIN」（第12話・第26話）
作曲・編曲 - Kohei by SIMONSAYZ / 歌 - 風見颯（逢坂良太）、甘木生馬（柿原徹也）
「ハロー世界」（第12話・第17話・第23話・第26話）
作曲 - 林哲司 / 編曲 - Kohei by SIMONSAYZ / 歌 - 少年ハリウッド
「エアボーイズ」（第26話）
作曲 - 林哲司 / 編曲 - 佐伯高志 / 歌 - 少年ハリウッド
「ロンリーPASSION」
作曲 - 林哲司 / 編曲 - Kohei by SIMONSAYZ / 歌 - 少年ハリウッド

### 各話リスト
| 話数   | サブタイトル                            | 絵コンテ                | 演出                    | 作画監督                                                                                            |
| 第1期  | 第1期                                   | 第1期                   | 第1期                   | 第1期                                                                                               |
| ------ | --------------------------------------- | ----------------------- | ----------------------- | --------------------------------------------------------------------------------------------------- |
| 第1話  | 僕たちの自意識                          | 黒柳トシマサ            | 黒柳トシマサ            | 高木晴美                                                                                            |
| 第2話  | 嘘が輝く時                              | 井出安軌                | 藤井辰己                | 室田恵梨、藤木奈々                                                                                  |
| 第3話  | 彼らの未来                              | いがりたかし            | いがりたかし            | 小園菜穂、児玉亮、新田靖成 高橋敦子、千葉充                                                         |
| 第4話  | 人は死ぬ。いつか死ぬ。でも              | 田頭しのぶ              | 香味豊                  | 大沢美奈、中野彰子 秋山宏、竹上貴雄                                                                 |
| 第5話  | エアボーイズ                            | 今井一暁                | 今井一暁                | 島沢ノリコ、高木晴美                                                                                |
| 第6話  | 雨の日の居場所                          | 長屋誠志郎              | 長屋誠志郎              | 松下郁子、竹森由加                                                                                  |
| 第7話  | 人生に人生はかけられない                | 川畑えるきん            | 上田繁                  | 渡辺純子、相馬満、松下郁子                                                                          |
| 第8話  | 永遠の花火                              | 井出安軌                | 森義博                  | 猿渡聖加、中山初絵、小林利充 逵村六、小澤円                                                         |
| 第9話  | みっともない輝き                        | 田頭しのぶ              | 篠原正寛                | 小平はじめ、中野彰子、津熊健徳 佐藤敏明、松下純子、鳥山冬美                                         |
| 第10話 | ときめきミュージックルーム              | 松永ホマレ              | 長屋誠志郎              | 小園菜穂、新田靖成、野道佳代 竹森由加、谷津美弥子                                                   |
| 第11話 | 望まれない僕たち                        | 井出安軌                | 森義博                  | 猿渡聖加、中山初絵、小林利充 逵村六、小澤円                                                         |
| 第12話 | ハロー世界                              | 横山彰利                | 山本天志                | 島沢ノリコ、松下郁子 新田靖成、小園菜穂                                                             |
| 第13話 | 僕たちは、永遠に生まれなおせる          | 黒柳トシマサ 長屋誠志郎 | 黒柳トシマサ 長屋誠志郎 | 渡辺純子、高木晴美、野道佳代 竹森由加、新田靖成 黒柳トシマサ、長屋誠志郎                            |
| 第2期  |                                         |                         |                         | |
| 第14話 | 永遠のど真ん中                          | 西澤晋                  | 山本天志                | 松下郁子、北川大輔、小園菜穂 渡辺純子、千葉充、野道佳代                                             |
| 第15話 | 守り神が見たもの                        | 田頭しのぶ              | 篠原正寛                | 島沢ノリコ、竹森由加                                                                                |
| 第16話 | 本物の握手                              | 川畑えるきん            | 森義博                  | 小林利充、小澤円、猿渡聖加 山内則康、糸島雅彦                                                       |
| 第17話 | 僕は君のアイドルだから                  | 井出安軌                | 矢花馨                  | 小川浩司、Yu seong hee                                                                              |
| 第18話 | サプライズケーキは想像外                | 田頭しのぶ              | 徐恵眞                  | 竹森由加、synod                                                                                     |
| 第19話 | 渡り鳥コップSP 〜水辺の警察学校番外編〜 | 西澤晋                  | 篠原正寛                | 謝苑倩、鎌田均 中山初絵、山内則康                                                                   |
| 第20話 | 僕たちの延命                            | 長屋誠志郎              | 長屋誠志郎              | 松下郁子、高木晴美                                                                                  |
| 第21話 | 神は自らの言葉で語るのか                | 井出安軌                | 矢花馨                  | Yoo seung hee、小川浩司 飯泉俊臣、水野隆宏                                                          |
| 第22話 | ファンシーメルシーブラックコーヒー      | 井出安軌                | 森義博                  | 謝苑倩、鎌田均、中山初絵 糸島雅彦、北川大輔                                                         |
| 第23話 | 正しさと正しさの狭間で                  | 藤井辰己                | 藤井辰己                | 小園菜穂                                                                                            |
| 第24話 | まわりっぱなしの、この世界で            | 川畑えるきん            | 篠原正寛                | Lee MinGoo                                                                                          |
| 第25話 | 瞳を閉じる日が来ても                    | 長屋誠志郎              | 長屋誠志郎              | 松下郁子、竹森由加、北川大輔                                                                        |
| 第26話 | HOLLY STAGE FOR YOU                     | 黒柳トシマサ            | 黒柳トシマサ            | 渡辺純子、小園菜穂、谷津美弥子 大和田彩乃、松下郁子、新田靖成 北川大輔、千葉充、高木晴美 島沢ノリコ |

### 放送局
| 放送地域 | 放送局     | 放送期間                | 放送日時                     | 放送系列       | 備考             |
| 第1期    | 第1期      | 第1期                   | 第1期                        | 第1期          | 第1期            |
| -------- | ---------- | ----------------------- | ---------------------------- | -------------- | ---------------- |
| 日本全域 | AT-X       | 2014年7月5日 - 9月27日  | 土曜 20:30 - 21:00           | CS放送         | リピート放送あり |
| 東京都   | TOKYO MX1  | 2014年7月6日 - 9月28日  | 日曜 1:00 - 1:30（土曜深夜） | 独立局         |                  |
| 埼玉県   | テレ玉     | 2014年7月6日 - 9月28日  | 日曜 23:30 - 月曜 0:00       | 独立局         |                  |
| 千葉県   | チバテレ   | 2014年7月6日 - 9月28日  | 日曜 23:30 - 月曜 0:00       | 独立局         |                  |
| 神奈川県 | tvk        | 2014年7月6日 - 9月28日  | 日曜 23:30 - 月曜 0:00       | 独立局         | [ 6 ]            |
| 京都府   | KBS京都    | 2014年7月7日 - 9月29日  | 月曜 0:00 - 0:30（日曜深夜） | 独立局         |                  |
| 兵庫県   | サンテレビ | 2014年7月8日 - 9月30日  | 火曜 0:00 - 0:30（月曜深夜） | 独立局         |                  |
| 愛知県   | テレビ愛知 | 2014年7月8日 - 9月30日  | 火曜 2:05 - 2:35（月曜深夜） | テレビ東京系列 |                  |
| 日本全域 | BS11       | 2014年7月11日 - 10月3日 | 金曜 23:00 - 23:30           | BS放送         | 『ANIME+』枠     |
| 第2期    |            |                         |                              |                |                  |
| 日本全域 | AT-X       | 2015年1月10日 - 4月4日  | 土曜 20:30 - 21:00           | CS放送         | リピート放送あり |
| 東京都   | TOKYO MX1  | 2015年1月11日 - 4月5日  | 日曜 1:00 - 1:30（土曜深夜） | 独立局         |                  |
| 愛知県   | テレビ愛知 | 2015年1月11日 - 4月5日  | 日曜 2:20 - 2:50（土曜深夜） | テレビ東京系列 |                  |
| 千葉県   | チバテレ   | 2015年1月11日 - 4月5日  | 日曜 23:30 - 月曜 0:00       | 独立局         |                  |
| 神奈川県 | tvk        | 2015年1月11日 - 4月5日  | 日曜 23:30 - 月曜 0:00       | 独立局         |                  |
| 埼玉県   | テレ玉     | 2015年1月11日 - 4月5日  | 日曜 23:30 - 月曜 0:00       | 独立局         |                  |
| 京都府   | KBS京都    | 2015年1月11日 - 4月5日  | 日曜 23:30 - 月曜 0:00       | 独立局         |                  |
| 兵庫県   | サンテレビ | 2015年1月12日 - 4月7日  | 月曜 23:30 - 火曜 0:00       | 独立局         |                  |
| 日本全域 | BS11       | 2015年1月16日 - 4月10日 | 金曜 23:00 - 23:30           | BS放送         | 『ANIME+』枠     |

| 放送地域 | 放送局             | 放送期間                 | 放送日時                   | 放送系列   | 備考                             |
| 第1期    | 第1期              | 第1期                    | 第1期                      | 第1期      | 第1期                            |
| -------- | ------------------ | ------------------------ | -------------------------- | ---------- | -------------------------------- |
| 日本全域 | バンダイチャンネル | 2014年7月13日 - 10月5日  | 日曜 0:00（土曜深夜） 更新 | ネット配信 |                                  |
| 日本全域 | ニコニコ生放送     | 2014年7月13日 - 10月5日  | 日曜 22:00 - 22:30         | ネット配信 |                                  |
| 日本全域 | ニコニコチャンネル | 2014年7月13日 - 10月5日  | 日曜 22:30 更新            | ネット配信 |                                  |
| 日本全域 | dアニメストア      | 2014年7月14日 - 10月6日  | 月曜 12:00 更新            | ネット配信 | 見放題サービス利用者は全話見放題 |
| 日本全域 | GYAO!              | 2014年7月20日 - 10月12日 | 日曜 0:00（土曜深夜） 更新 | ネット配信 |                                  |
| 第2期    |                    |                          |                            |            |                                  |
| 日本全域 | dアニメストア      | 2015年1月17日 -          | 土曜 12:00 更新            | ネット配信 | 見放題サービス利用者は全話見放題 |
| 日本全域 | ニコニコ生放送     | 2015年1月18日 -          | 日曜 22:30 - 23:00         | ネット配信 |                                  |
| 日本全域 | ニコニコチャンネル | 2015年1月18日 -          | 日曜 23:00 更新            | ネット配信 |                                  |

### BD / DVD
| 巻 | 発売日         | 収録話          | 規格品番    | 規格品番    |
| 巻 | 発売日         | 収録話          | BD          | DVD         |
| -- | -------------- | --------------- | ----------- | ----------- |
| 1  | 2014年10月8日  | 第1話 - 第2話   | KIZX-153/4  | KIZB-161/2  |
| 2  | 2014年11月5日  | 第3話 - 第4話   | KIZX-155/6  | KIZB-163/4  |
| 3  | 2014年12月10日 | 第5話 - 第6話   | KIZX-157/8  | KIZB-165/6  |
| 4  | 2015年1月7日   | 第7話 - 第8話   | KIZX-159/60 | KIZB-167/8  |
| 5  | 2015年2月4日   | 第9話 - 第10話  | KIZX-161/2  | KIZB-169/70 |
| 6  | 2015年3月11日  | 第11話 - 第13話 | KIZX-163/4  | KIZB-171/2  |

| 巻 | 発売日        | 収録話          | 規格品番    | 規格品番    |
| 巻 | 発売日        | 収録話          | BD          | DVD         |
| -- | ------------- | --------------- | ----------- | ----------- |
| 1  | 2015年4月22日 | 第14話 - 第15話 | KIZX-165/6  | KIZB-173/4  |
| 2  | 2015年5月13日 | 第16話 - 第17話 | KIZX-167/8  | KIZB-175/6  |
| 3  | 2015年6月10日 | 第18話 - 第19話 | KIZX-169/70 | KIZB-177/8  |
| 4  | 2015年7月8日  | 第20話 - 第21話 | KIZX-171/2  | KIZB-179/80 |
| 5  | 2015年8月5日  | 第22話 - 第23話 | KIZX-173/4  | KIZB-181/2  |
| 6  | 2015年9月16日 | 第24話 - 第26話 | KIZX-175/6  | KIZB-183/4  |

### CD（アニメ）
| 発売日         | タイトル                                                            | 規格品番     |
| -------------- | ------------------------------------------------------------------- | ------------ |
| 2014年8月13日  | 少年ハリウッド ハロー世界                                           | KICM-1527    |
| 2014年10月8日  | 少年ハリウッド-HOLLY STAGE FOR 49- キャラクターソングCD【富井大樹】 | KICM-1528    |
| 2014年11月5日  | 少年ハリウッド-HOLLY STAGE FOR 49- キャラクターソングCD【佐伯希星】 | KICM-1529    |
| 2014年12月10日 | 少年ハリウッド-HOLLY STAGE FOR 49- キャラクターソングCD【風見颯】   | KICM-1530    |
| 2015年1月7日   | 少年ハリウッド-HOLLY STAGE FOR 49- キャラクターソングCD【舞山春】   | KICM-1531    |
| 2015年2月4日   | 少年ハリウッド HOLLY TRIP                                           | KICM-3284    |
| 2015年4月8日   | 少年ハリウッド-HOLLY STAGE FOR 49- キャラクターソングCD【甘木生馬】 | KICM-1532    |
| 2015年9月16日  | 少年ハリウッド BEST ALBUM                                           | KICA-3249/50 |
| 2015年9月26日  | 大咲香 ENDLESS STRIPE                                               | NMAX-1208    |
| 2015年9月26日  | 高杉ちえり チェリーチャンス                                         | NMAX-1209    |
| 2015年12月1日  | 少年ハリウッド 永遠 never ever                                      | NMAX-1216    |

## 舞台
初演『少年ハリウッド』は2011年4月に上演。東北地方太平洋沖地震の影響により事前イベントへの出演を中止したが、舞台は予定通りに上演された。再演『少年ハリウッド〜僕らのオレンジにまた逢いたい〜』は2012年に東京・名古屋・大阪にて上演された。

### 上演日程・会場
- 初演
  - 2011年4月14日 - 24日、全労済ホールスペース・ゼロ
- 再演（すべて2012年）
  - 2月29日 - 3月11日、CBGKシブゲキ!!
  - 3月17日 - 18日、愛知県芸術劇場小ホール
  - 3月24日 - 25日、ABCホール

### キャスト（舞台）
- 柊剛人 - Kimeru
- 早水海馬 - 安川純平
- 風原乱 - 加藤真央
- 大咲香 - 内海大輔
- 富井実 - 赤澤燈
- 広澤大地 - 土井一海
- 伊達竜之介 - 玉城裕規
- 勅使河原恭一 - 新田将司
- 篠原正人 - 永山たかし
- シャチョウ - 冨田昌則

### スタッフ（舞台）
- 原案：橋口いくよ『原宿ガール』（メディアファクトリー）
- 脚本・作詞：橋口いくよ
- 演出：冨田昌則（ACファクトリー）
- 主催：ネルケプランニング

## ZEN THE HOLLYWOOD
ZEN THE HOLLYWOOD（ゼン・ザ・ハリウッド）は、『少年ハリウッド』という作品から広がる様々なコンテンツの運営、新規事業開発を行う株式会社ハリウッドファクトリーに所属をする男性アイドルユニットである。通称ぜんハリ。キャッチフレーズは、「全日本愛＄劇団」。セーラーを背負い、明るく爽やかに歌う「ぜんハリ」とは別に、激しいPLAYをする同メンバーによる「マロンA」というプレミアムユニットも存在する。TVアニメ『少年ハリウッド』に登場するアイドルユニット「少年ハリウッド」の公式ライバルでもあり、共通楽曲も多数もっている。
2015年2月4日、キングレコードレーベル・スターチャイルドよりメジャーデビュー。
2016年2月、スターチャイルドレーベルが消滅し、KING AMUSEMENT CREATIVEに移行されたタイミングでキングレコードからの卒業が決まる。
同年7月10日、神奈川県・川崎CLUB CITTA'での東京・大阪ライブ旅「ありがとうぜんハリ隊、そしてお星さま…」ファイナル公演を最後にキングレコードから卒業。
以降は、ハリウッドファクトリーに所属し、興行はTBSラジオのもとで行っていくことを発表した。

### メンバー
| 名前     | 誕生日                | 出身地 | 血液型 | 愛称       | ハリウッドカラー | ハリウッドコール | 備考                                              |
| -------- | --------------------- | ------ | ------ | ---------- | ---------------- | --- | ------------------------------------------------- |
| 笠井薫明 | 1991年5月11日（34歳） | 埼玉県 | A型    | しげ       | グリーン         | 「いち、に、さん」 みんなで「しーげー！」 | ZEN THE HOLLYWOODリーダー                         |
| 深澤大河 | 1994年12月8日（30歳） | 静岡県 | B型    | トラちゃん | イエロー         | 「ガオー！ぜんハリの小さな小さな力持ちと言えばー？」 みんなで「トラちゃーん！」                                                                   | ZEN THE HOLLYWOODサブリーダー マロンAサブリーダー |
| 横山善之 | 1989年6月29日（35歳） | 山口県 | O型    | よっこ     | 紫               | 「ぜんハリのちんちくりんイケメンと言えばー？」 みんなで「よっこー」                                                                               | マロンAリーダー                                   |
| 皇坂明希 | 1990年2月18日（35歳） | 福井県 | A型    | 皇子       | ピンク           | 「立てば世界イチ、座っても世界イチ、歩く姿も世界イチ。ぜんハリの顔面偏差値を支える今日もとっても綺麗なみんなのー？」 みんなで「皇子ーーーーっ！」 |                                                   |
| 阿部悠真 | 1998年1月8日（27歳）  | 熊本県 | B型    | ゆーま     | レッド           | 「いっぱい踊って、いっぱい食べる、マネージメント管理もやっちゃいます、汗と涙が絶えないぜんハリのオモチャと言えばー？」 みんなで「ゆーま！」       |                                                   |

旧メンバー
鷲尾修斗、後藤文嘉、椎名敦士、井上雄貴、三浦海里

### ディスコグラフィ

#### シングル
|    | 発売日        | タイトル                                   | 収録曲                                                            | 規格品番                                                                | 最高位 | 備考                                                                                         |
| -- | ------------- | ------------------------------------------ | ----------------------------------------------------------------- | ----------------------------------------------------------------------- | ------ | -------------------------------------------------------------------------------------------- |
| 1  | 2015年2月4日  | ハート全僕宣言！ / STRAWBERRY COCOA CHOICE | ハート全僕宣言！ 赤い箱のクラッカー〜Let's party〜 子鹿のくつ     | KICM-1571                                                               | 33位   |                                                                                              |
| 2  | 2015年2月4日  | ZENKAI PLAY / FRESH PUSSYCAT CHOICE        | ZENKAI PLAY 恋のレオパードバトル ハリウッドルール1・2・5          | KICM-1572                                                               | 35位   |                                                                                              |
| 3  | 2015年3月4日  | 奇跡のYES / TEA PUNCH CHOICE               | 奇跡のYES アールグレイの季節 三嶋限界線                           | KICM-1573                                                               | 33位   |                                                                                              |
| 4  | 2015年3月4日  | 青春HAS COME / ECSTASY LEMONADE CHOICE     | 青春HAS COME マジでJIN JIN ENDLESS STRIPE                         | KICM-1574                                                               | 33位   |                                                                                              |
| 5  | 2015年4月8日  | エアボーイズ / CLEAR SODA CHOICE           | BUY or DIE(マロンA) 永遠never ever エアボーイズ                   | KICM-1575                                                               | 21位   |                                                                                              |
| 6  | 2015年8月26日 | バージンマジック                           | バージンマジック HOT LOVER ロンリーPASSION（通常盤のみ）          | KICM-1619                                                               | 16位   | 通常盤の他、各メンバーの撮りおろしジャケット・ブロマイドが封入された期間限定盤も発売された。 |
| ７ | 2016年2月17日 | ビーバイブレーション                       | ビーバイブレーション クレイジーヒーロー さいれんぴーぽー(マロンA) | KICM-91647（期間限定盤A） KICM-91648（期間限定盤B） KICM-1647（通常版） | 4位    |                                                                                              |

#### アルバム
|   | 発売日       | タイトル     | 規格品番                              | 最高位 | 備考 |
| - | ------------ | ------------ | ------------------------------------- | ------ | ---- |
| 1 | 2016年6月1日 | NEVER EVER 0 | ECB-50（通常版） ECB-49（初回限定盤） | 20位   |      |

#### DVD
2013年12月に行われた1stライブから2014年8月に行われた1週間公演（少ハリ&ぜんハリ公式フェス in ハリウッド東京）までのメンバーの活動を記録した内容のDVDがスターチャイルドよりリリースされている。LIVE映像や映像特典、楽曲のMUSIC CLIP等が収録されている。
|    | 発売日        | タイトル                                                                                        | 規格品番  |
| -- | ------------- | ----------------------------------------------------------------------------------------------- | --------- |
| 1  | 2014年3月12日 | 少年ハリウッド ハリウッドTVジャパン vol.1 〜初めてだらけの大クリスマス〜                        | KIBF-1244 |
| 2  | 2014年4月9日  | 少年ハリウッド ハリウッドTVジャパン vol.2 〜甘い季節にご用心〜                                  | KIBF-1245 |
| 3  | 2014年5月14日 | 少年ハリウッド ハリウッドTVジャパン vol.3 〜ときめきお弁当祭り〜                                | KIBF-1246 |
| 4  | 2014年6月4日  | 少年ハリウッド ハリウッドTVジャパン vol.4 〜未公開公開祭りでJIN JIN〜                           | KIBF-1247 |
| 5  | 2014年7月9日  | 少年ハリウッド ハリウッドTVジャパン vol.5 〜未来の僕たちに会おう〜                              | KIBF-1248 |
| 6  | 2014年8月6日  | 少年ハリウッド ハリウッドTVジャパン vol.6 〜中野サンプラザへの祈り〜                            | KIBF-1249 |
| 7  | 2014年9月10日 | 少年ハリウッド ハリウッドTVジャパン vol.7                                                       | KIBF-1250 |
| 8  | 2014年10月8日 | 少年ハリウッド ハリウッドTVジャパン vol.8                                                       | KIBF-1251 |
| 9  | 2015年10月7日 | 少ハリ&ぜんハリ合同フェス『仲良くしないとすりつぶしてやる！』ZEN THE HOLLYWOODパート 期間限定版 | NBD-112   |
| 10 | 2015年11月4日 | 歌だ！ 踊りだ！ 捜査だ！ 渡り鳥コップシーズン1 第3話 4話もチラりのもやもや公演 期間限定版       | NBD-113   |

#### タイアップ
| 楽曲         | タイアップ                                                 | 時期   |
| ------------ | ---------------------------------------------------------- | ------ |
| 奇跡のYES    | 少年ハリウッド -HOLLY STAGE FOR 50- 16話エンディングテーマ | 2015年 |
| 青春HAS COME | 少年ハリウッド -HOLLY STAGE FOR 50- 23話エンディングテーマ | 2015年 |

### 出演

#### イベント
- AnimeJapan2014（2014年3月22日、東京ビッグサイト 東展示棟 東3ホール） スターチャイルドブース
- ツギアニ！2014夏（2014年6月28日、サイエンスホール）
- AnimeJapan2015（2015年3月21日、3月22日、東京ビッグサイト 東展示棟 東3ホール） スターチャイルドブース
- BOYS ON STAGE MEETINGS Vol.3（2015年3月29日、原宿クエストホール） 第1部出演
- tvkアニメまつり2015（2015年4月4日、横浜関内ホール 大ホール）
- 少ハリ&ぜんハリ合同フェス『仲良くしないとすりつぶしてやる！』（2015年5月10日、中野サンプラザ サンプラザホール）
- ときめきミュージックルーム　SPECIAL SUIT LIVE（2015年9月26日、パシフィコ横浜 国立大ホール）

#### インターネット配信
- ZEN THE HOLLYWOODの「調子にのりませんラジオ」（ニコニコ生放送：2014年2月13日 - 6月26日） 初冠番組
- ワシスタ〜意外とおもしろい番組〜（ニコニコ生放送：2014年10月21日、2015年3月24日） ゲスト出演
- アニメイト音楽館（アニメイトTV：2015年3月配信） 第5回ゲスト出演

#### 雑誌
- Pick-up Voice vol.88（2015年2月26日発行、音楽専科社） 深澤大河・井上雄貴のみインタビュー・グラビア掲載